# Elmar Məhərrəmov
Elmar Məhərrəmov, ros. Эльмар Магеррамов (ur. 10 kwietnia 1958 w Baku) – azerski szachista i trener szachowy, pierwszy arcymistrz w historii tego kraju (tytuł otrzymał w 1992 roku).

## Kariera szachowa
Pierwsze znaczące sukcesy zaczął odnosić w drugiej połowie lat 80. XX wieku. Dwukrotnie zajął II m. w Baku, w 1986 r. za Michaiłem Gurewiczem, a w 1988 r. za Aleksandrem Huzmanem, wspólnie z Władimirem Małaniukiem, w 1989 r. był drugi w Warszawie (za Siergiejem Kaliniczewem) oraz podzielił II m. Belgradzie (za Borysem Nismanem, wspólnie z m.in. Milosem Pavloviciem) i w Podolsku (za Maksimem Sorokinem, wspólnie z Jurijem Jakowiczem, Wadimem Rubanem i Jurijem Kruppą). W 1990 r. zwyciężył w otwartym turnieju w Andorze, natomiast w 1991 r. odniósł jeden z największych sukcesów w karierze, zdobywając w Moskwie tytuł wicemistrza Związku Radzieckiego (podzielił wówczas I m. wspólnie z Artaszesem Minasianem, ale przegrał dogrywkę o złoty medal). W tym samym roku podzielił również II m. w Czelabińsku (za Siemionem Dwojrisem, wspólnie z Siergiejem Ionowem i Michaiłem Ułybinem). W kolejnych latach sukcesy odnosił m.in. w Sankt Petersburgu (1992, I m.), Montpellier (1999, dz. I m. wspólnie z Mircea-Sergiu Lupu), Abu Zabi (2001, dz. II m. za Siergiejem Zagrebelnym, wspólnie z Aleksiejem Barsowem) oraz w Dubaju (2005 i 2006, I m. oraz 2007, dz. I m. wspólnie z Fouadem El Taherem).
Najwyższy ranking w karierze osiągnął 1 lipca 1994 r., z wynikiem 2580 punktów dzielił wówczas 83-92. miejsce na światowej liście FIDE, jednocześnie zajmując 1. miejsce wśród azerskich szachistów.
Poza sukcesami turniejowymi, posiadał znaczne osiągnięcia jako szachowy trener. W 1984 r. współpracował z Garrim Kasparowem, a w 1991 – z Mają Cziburdanidze, w czasie meczów o mistrzostwo świata.